# Phạm Tuân
Phạm Tuân (14 février 1947 -) est le premier cosmonaute vietnamien et le premier asiatique non soviétique à être allé dans l'espace.

## Biographie
Né à Quốc Tuấn, il rejoint l'armée de l'air nord-vietnamienne, puis après s'être battu lors de la guerre du Viêt Nam, il obtient le rang de major général. Il est marié et père d'un enfant.
Il est sélectionné pour faire partie de l'équipage international du programme spatial Intercosmos le  1er avril 1979. Sa doublure est le cosmonaute Bùi Thanh Liêm.

## Vol réalisé

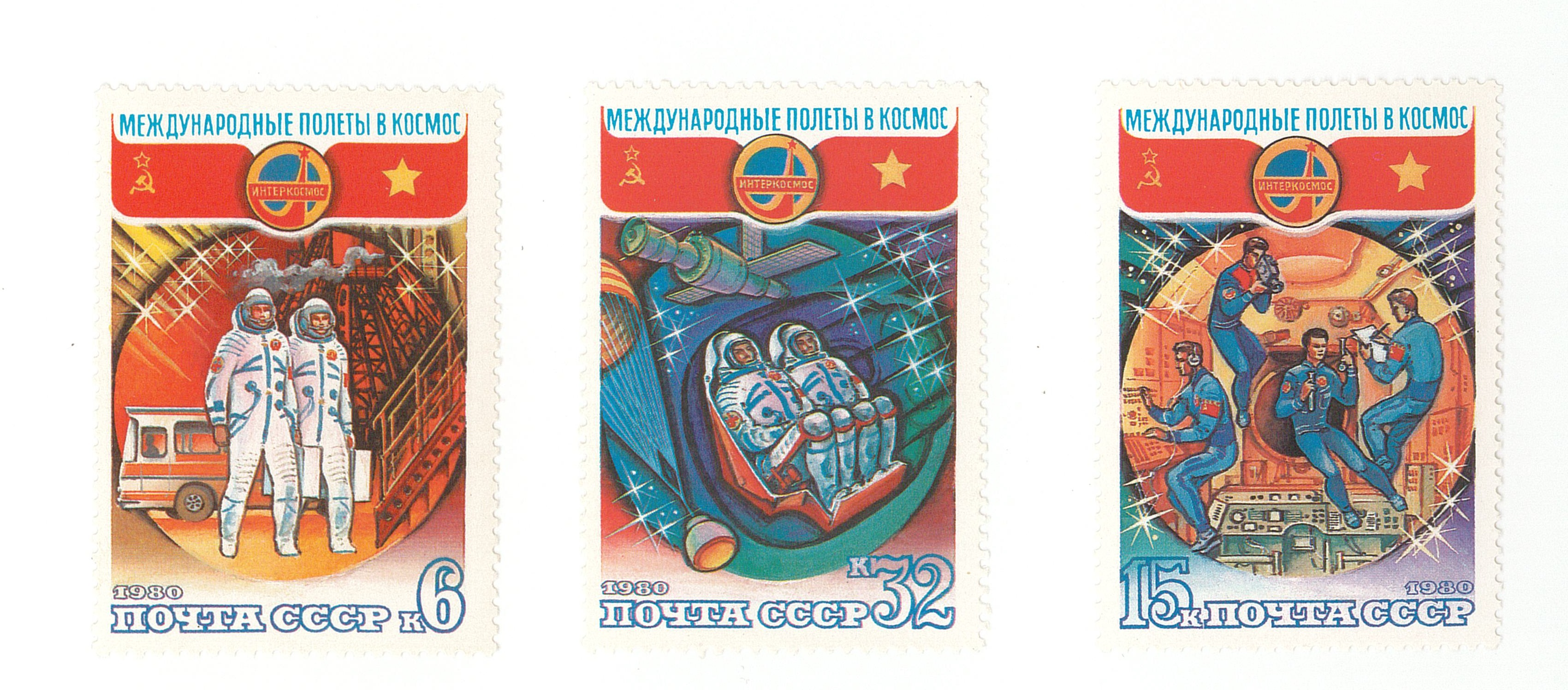
Timbres édités par l'URSS à l'occasion du programme Intercosmos 1980

Avec le cosmonaute Viktor Gorbatko, il est lancé le 23 juillet 1980 du cosmodrome de Baïkonour, à bord du vaisseau Soyouz 37, pour la station Saliout 6, en tant que membre de l'expédition Saliout 6 EP-7 et revient le 31 juillet 1980 avec Soyouz 36.
Son séjour dans l'espace dura 7 jours, 20 heures et 42 minutes. Il a accompli 142 orbites.